# Villecey-sur-Mad
Villecey-sur-Mad is een gemeente in het Franse departement Meurthe-et-Moselle in de regio Grand Est en telt 248 inwoners (1999).

## Geschiedenis
Op 22 maart 2015 werd de gemeente samen met Villecey-sur-Mad en Waville van het op die dag opgeheven kanton Chambley-Bussières overgeheveld naar het kanton Pont-à-Mousson, hoewel dat onder het arrondissement Nancy viel. Op 1 januari 2023 werden de grenzen van de arrondissementen in Meurthe-et-Moselle aangepast waardoor de drie gemeenten alsnog overgingen van het arrondissement Briey naar het arrondissement Nancy.

## Geografie
De oppervlakte van Villecey-sur-Mad bedraagt 7,5 km², de bevolkingsdichtheid is 33,1 inwoners per km².
De onderstaande kaart toont de ligging van Villecey-sur-Mad met de belangrijkste infrastructuur en aangrenzende gemeenten.

## Demografie
Onderstaande figuur toont het verloop van het inwonertal (bron: INSEE-tellingen).